# Dunderberg Peak
Der Dunderberg Peak (früher auch Castle Peak) ist ein 3774 m hoher Berg am östlichen Rand der Sierra Nevada im Bundesstaat Kalifornien der Vereinigten Staaten. Er liegt im Mono County in der Hoover Wilderness.
Der Berg liegt an der Ostflanke der Sierra Nevada, im Osten geht die Landschaft langsam in den Westrand des Großen Beckens über. Südlich und nördlich liegen zwei Täler mit mehreren Bergseen. An der Nordostflanke liegt die Geisterstadt Dunderberg Mill. Gipfel in der Umgebung sind der Camiaca Peak im Westen, der Black Mountain im Süden und der Mount Olsen im Südosten. Das Ufer des Mono Lake liegt etwa 12 km südöstlich. Die Dominanz beträgt 5,19 km, der Berg ist also die höchste Erhebung im Umkreis von 5,19 km. Er wird überragt von dem südsüdwestlich liegenden Excelsior Mountain.